# ザン・マイェル
ザン・マイェル（Žan Majer   ,  1992年7月25日 - ）は、スロベニア・マリボル出身のプロサッカー選手。イタリア・セリエB・レッジーナ1914所属。ポジションはMF。

## 来歴
2011年にNKアルミニイでプロデビュー。翌2012年にNKドムジャレに移籍し、主力選手に成長。
2017年6月26日、FCロストフと3年契約を締結。しかし、2017-18シーズンはリーグ戦13試合の出場で終了。2018-19シーズンは不出場の状態になっていたところで2019年2月1日にロストフを解雇。同月20日にUSレッチェと6ヶ月の契約を締結。セリエBで11試合に出場し、2011-12シーズン以来のセリエA復帰に貢献した。

## スロベニア代表
2018年6月2日のモンテネグロ戦で、スロベニア代表初出場を果たした。